# Victoria Pedretti
Victoria Pedretti (23. března 1995, Philadelphie, Pensylvánie, USA) je americká herečka. Proslavila se rolí Eleanor "Nell" Crain Vance v seriálu The Haunting of Hill House (2018) společnosti Netflix. Za roli obdržela nominaci na ocenění Saturn. V současnosti se po boku Penna Badgleyho objevuje v seriálu Ty. Také si zahrála roli Danielle "Dani" Clayton v seriálu The Haunting of Bly Manor (2020).
Jejím prvním celovečerním snímkem je komediální drama film Tenkrát v Hollywoodu (2019), kde si zahrála roli americké vražedkyně Leslie Van Houten.

## Dětství a studium
Pedretti se narodila v Pensylvánii. Její otec je italského původu, její babička z matčiny strany byla aškenázská Židovka. Pedretti měla židovský obřad bat micva. Studovala Carnegie Mellon School of Drama, kde získala bakalářský titul v oboru umění. V šesti letech byla diagnostikována s ADD.

## Filmografie

### Film
| Rok  | Název                | Role      | Poznámky     |
| ---- | -------------------- | --------- | ------------ |
| 2014 | Sole                 | Girl      | Krátké filmy |
| 2014 | Uncovering Eden      | Edie      | Krátké filmy |
| 2019 | Tenkrát v Hollywoodu | "Lulu"    |              |
| 2020 | Shirley              | Katherine |              |

### Televize
| Rok       | Název                      | Role                       | Poznámky               |
| --------- | -------------------------- | -------------------------- | ---------------------- |
| 2018      | The Haunting of Hill House | Eleanor "Nell" Crain Vance | Hlavní role            |
| 2019–2021 | Ty                         | Love Quinn                 | Hlavní role (2. série) |
| 2020      | Amazing Stories            | Evelyn Porter              | Epizoda: "The Cellar"  |
| 2020      | The Haunting of Bly Manor  | Danielle "Dani" Clayton    | Hlavní role            |